# Gara Berlin Ostkreuz
Gara Berlin Ostkreuz (germană pentru crucea de est) este cel mai frecventat nod de transport feroviar destinat distanțelor scurte de către călătorii diferitelor S-Bahn si Ring-Bahn. Aceasta se afla in așa-numitul Sector Friedrichshain-Kreuzberg. Dupa datele agenției germane de căi ferate, Deutsche Bahn , 140.000 de oameni schimbă zilnic aici mijlocul de transport în comun.
1. 1 2 3 4 5 6 7   (PDF) https://www.vbb.de/fileadmin/user_upload/VBB/Dokumente/Liniennetze/bahn-regionalverkehr-brandenburg-und-berlin-mit-plusbus-linien.pdf Lipsește sau este vid: |title= (ajutor)
2. 1 2   https://reiseauskunft.bahn.de/bin/traininfo.exe/dn/70872/1498946/623074/287913/80?ld=4377&protocol=https:&seqnr=3&ident=du.01892777.1680453193&date=04.04.23&station_evaId=8010215&station_type=dep&currentReferrer=tp&rt=1&rtMode=DB-HYBRID&&time=10:32&currentJourneyClass=2& Lipsește sau este vid: |title= (ajutor)
3. 1 2   https://reiseauskunft.bahn.de/bin/traininfo.exe/dn/85851/256178/634560/288664/80?ld=4377&protocol=https:&seqnr=3&ident=du.01892777.1680453193&date=04.04.23&station_evaId=8011162&station_type=dep&currentReferrer=tp&rt=1&rtMode=DB-HYBRID&&time=11:37&currentJourneyClass=2& Lipsește sau este vid: |title= (ajutor)